# Segovia
Segovia je mesto v avtonomni skupnosti Kastilija in Leon (Castilla y León) v Španiji. Je glavno mesto province Segovia.

## Etimologija
Ime Segovia je keltsko-iberskega izvora. Prvi prebivalci so poimenovali mesto Segobriga. To ime izhaja iz dveh terminov kelte iberščine, keltske veje indoevropskih jezikov. Izraz Sego pomeni 'zmaga' (predpona je prisotna tudi v drugih imenih mest, kot so Segeda in Segontia, primer nemško Sieg) in pripone -briga, ki pomeni 'mesto' ali 'trdnost'. Tako da bi se ime prevedlo kot mesto zmage.
Pod Rimljani in Arabci se je mesto imenovalo Segovia (Σεγουβία, Ptolomeo ii.. 6. § 56) in Šiqūbiyyah (arabsko شقوبية) v tem zaporedju.

## Geografija

### Lokacija
Segovia se nahaja na Iberskem polotoku, blizu Valladolida in španskega glavnega mesta Madrid.
Segovia je ena izmed devetih provinc, ki sestavljajo avtonomno skupnost Kastilija in Leon. Je soseda Burgosa in Valladolida na severu, Ávila na zahodu, Madrida in Guadalajare na jugu in Soria na vzhodu. Nadmorska višina pokrajine se giblje od 750 metrov na skrajnem severozahodu do največ 2430 m na vrhu Peñalara.
Mesto, ki leži visoko na skalnem obronku in ga obdajata reki Eresma in Clamores, je del glavne poti Camino de Santiago de Madrid.

### Podnebje
Podnebje je celinsko sredozemsko, hladno in suho zaradi visoke nadmorske višine in oddaljenosti od obale. Povprečna letna temperatura je 11,5 ° C, z absolutnim minimumom v decembru -14 °C  in maksimunom v avgustu 39 °C. Letna količina padavin je 520 mm, zaradi česar je provinca vlažnejši del regije. Prevladujoča oblike vegetacije v gorskih območjih je bor, hrast, bukev in brin.

## Zgodovina
Segovia je bila prvič zabeležena kot keltska posest, ki je kasneje prešla v roke Rimljanov. Mesto je mogoče prizorišče bitke leta 75 pred našim štetjem, ko je bil Metellus premagal  general Kvinta Sertorija, Hirtuleiusa. Hirtuleius je umrl v boju.
V rimskem obdobju je naselje pripadalo enemu številnih sodobnih latinskih samostanov. Menijo, da je bilo mesto zapuščeno po islamski invaziji v Španiji stoletja kasneje. Po osvojitvi Toleda je Alfonz VI., sin kralja Alfonza VI.. Segovia je začela obnovo s kristjani iz severa polotoka in zunaj Pirenejev, da bi zagotovil večji vpliv na nekatere meje, ki so prečkale Sierra de Guadarrama in Tajo.
Položaj Segovie na trgovskih poteh je bil pomemben kot središče trgovine z volno in tekstilom. Konec srednjega veka je videla nekakšno zlato dobo, z naraščajočim judovskim prebivalstvom in ustvarjanjem temeljev za močno oblačilno industrijo. V tem obdobju so bila zgrajena tudi nekatera čudovita dela gotske arhitekture. Izabela I. je bila razglašena za kraljico Kastilije v cerkvi San Miguel de Segovia 13. decembra 1474.
Kot večina kastiljskih tekstilnih centrov, se je tudi Segovia pridružila uporu Comuneros pod poveljstvom Juana Brava. Kljub porazu skupnosti, se je v šestnajstem stoletju razcvet mestnega gospodarstva nadaljeval, njegovo prebivalstvo pa leta 1594 naraslo na 27.000. Potem je, kot tudi skoraj vsa mesta v Kastiliji, Segovia vstopila v obdobje nazadovanja. Stoletje kasneje, leta 1694 se je prebivalstvo zmanjšalo na le 8.000. V začetku osemnajstega stoletja je Segovia poskušala oživiti svojo tekstilno industrijo, a z malo uspeha. V drugi polovici stoletja, je Karel III. naredil še en poskus za oživitev poslovanja v regiji; ustanovil je obliko Kraljeve Segovijske družbe za predelavo volne (1763). Vendar pa je pomanjkanje konkurenčnosti proizvodnje povzročilo, da je krona leta 1779 umaknila svoje sponzorstvo. Leta 1764 je bila ustanovljena prva Kraljeva topniška akademija v Španiji. Ta akademija je še danes prisotna v mestu. Leta 1808 so Segovio zapustili zadnji francoski vojaki po vojni za neodvisnost. Med prvo državljansko vojno v Španiji so čete pod poveljstvom Don Carlosa neuspešno napadle mesto. V devetnajstem in prvi polovici dvajsetega stoletja je Segovia doživela demografsko okrevanje, ki je bila posledica relativne gospodarske stabilnosti.

## Demografija
Rast prebivalstva, ki se je začela v devetnajstem stoletju je pospešeno in vztrajno naraščala tako, da je bilo okrog leta 1920 že 16.013 prebivalcev, leta 1960 že  33.360 in leta 1981 že 53.237. Potem se je rast občutno upočasnila do  leta 1980, leta 2004 je bilo 55.586 in  v letu 2007 že 56.047 prebivalcev.

## Dediščina

### Svetovna dediščina
Leta 1985 sta bila staro mesto Segovia in njen akvadukt razglašena za svetovno dediščino UNESCO-ja. V okolju starega mestnega jedra stojijo raznolike zgodovinske stavbe: civilne in verske, ne samo katolikov, temveč tudi Judov, kot so okrožja, ki služijo manjšinam, ki zaznamujejo različne kulture v mestu. Eden izmed najboljših primerov te kulturne raznolikosti je nekdanja sinagoga, ki je zdaj v cerkvi Corpus in judovsko pokopališče, ki se nahaja v El Pinarillo in je s svojo razlago centra najpomembnejša judovska palača španskih aljamas (izraz arabskega izvora, ki se uporablja v starih uradnih dokumentih v Španiji in na Portugalskem, za imenovanje samoupravne skupnosti Mavrov in Judov, ki živijo po krščanskih pravilih na Iberskem polotoku). Glavni računovodja Meir Melamed, ki je bil sin in naslednik Abrahama Seniorja, glavnega rabina Kraljevine Kastilije, je po prevzemu krščanstva pod imenom Fernan Núñez Coronel, postal svetnik mesta in zasedal pomembne položaje v kraljestvu. Med njegovimi spomeniki so:
Akvadukt, ki se nahaja v zelo obiskanem Plaza del Azoguejo in je opredeljen kot zgodovinska značilnost mesta, ki datira iz konca 1. ali začetka 2. stoletja.  Priznan kot najpomembnejši rimski gradbeni izdelek v Španiji, je sestavljen iz približno 25.000 granitnih blokov, ki so povezani brez malte in se razteza čez 818 metrov, z več kot 170 loki, najvišji pa je visok 29 metrov.
Alcazar, kraljeva palača, ki se nahaja na vrhu skale med rekama Eresma in Clamores, je bil prvič dokumentiran leta 1122, čeprav je verjetno obstajal že prej. To je bila ena izmed najljubših rezidenc kastiljskih kraljev, zgrajena na prehodu iz romanike v gotiko in z mudejar dekorjem predstavlja čudovite sobe. Objekt je razdeljen na dve dvorišči in ima dva stolpa, obrambnega in Janeza II. To je bila najljubša rezidenca Alfonza X. Wiseja in Henrika IV., Izabela Katoliška pa se je dala okronati za kastiljsko kraljico na glavnem trgu. V požaru uničena leta 1862, je bila kasneje obnovljena. Zdaj je sedež arhiva General Militar de Segovia in muzeja Kraljeve šole za artilerijo, ki jo upravlja odbor Alcazar.
 Katedrala Santa Maria, Segovia je bila nazadnje zgrajena gotska stolnica v Španiji. Velja za mojstrovino baskovske-kastiljske gotike in je znana kot "Katedrala dama". Poleg je samostan, ki se nahaja nasproti gradu in je bil uničen med uporom Comuneros leta 1520. Juan in Rodrigo Gil de Hontañón in drugi mojstri španske arhitekture so jo gradili. Posvečena je bila leta 1768. Dolga je105 m, široka 50 metrov in 33 m visoka v ladji, ima 18 kapel in ima tri vrata: El Perdón, San Frutos in San Geroteo, prvi škof škofije.
Obzidje Segovie je že obstajalo, ko je Alfonz VI. ponovno zavzel mesto in premagal Arabce, ga razširil in povečal obseg na 3 km, osem stolpov, pet glavnih vrat in več drugih vrat. Zgrajen je bil v glavnem iz granitnih blokov, pa tudi iz nagrobnih spomenikov iz rimskega grobišča. Zid obkroža zgodovinsko četrt in trenutno vzdržuje tri vrata: San Cebrian, Santiago, videza mudejar in San Andrés, prehod v židovsko četrt in vrzeli Consuelo, San Juan, del Sol in de la Luna.

### Religiozna arhitektura
Mesto ohranja pomembno zbirko romanskih cerkva tako kamna kot opeke, ki vključujejo San Esteban, San Millán, San Martin, la Santísima Trinidad, San Andres, San Clemente, Santos Justo y Pastor, la Vera Cruz in San Salvador in druge. Prav tako ohranja številne samostane, kot so San Antonio el Real, del Parral ali San Vicente el Real.
Stara glavna sinagoga je ostanek judovske Segovie.

### Profana arhitektura
- Ayala Berganza kastiljska palača iz poznega 15. stoletja, razglašen za zgodovinsko-umetniški spomenik, sedaj preurejena v turistična prenočišča. Zaradi več umorov, ki so se zgodili v poznem 19. stoletju je znana kot  la casa del crimen (hiša kriminala).
- srednjeveške fasade, vrata, terase, stebri in podobno
- tradicionalna profana arhitektura v segovijskem slogu s strehami iz ploščic in urejene s tradicionalnimi sgraffito stenami.
- Najstarejša gostilna v mestu iz leta 1861 La Taberna Rubi, ki se nahaja le nekaj korakov od trga Plaza Mayor.
- Casa de la Moneda, najstarejša industrijska stavba v Evropi

### Parki in vrtovi
- Vrtovi  Alcazar so bili zgrajeni na trgu, kjer je prej stala stara katedrala in škofovska palača in so bili ustvarjeni ob poroki Filipa II. in Anne Avstrijske leta 1750. Odstranjene ruševine še vedno obstajajo. Park je bil v celoti realiziran do obiska Ferdinanda VI. v 19. stoletju. Med letoma 1816 in 1817 so posadili prva drevesa in ga obdali z ograjo. So bili uničeni v požaru, ki ga utrpela palača leta 1862, leta 1882 pa so jih spet vrniti.

• Vrt la Merced je bil prvi javni park znotraj mestnega obzidja in je trenutno eden izmed najboljših in najlepših. Poimenovan po nekdanjem samostanu Mercy, ki se je nahajal na istem mestu. Nastal je sredi 19. stoletja z zasaditvijo dreves in vgradnjo virov vode.
- Paseo del Salón je eden najstarejših vrtov v mestu, saj je bila ustanovljena leta 1786.
- Jardinillos San Roque, ki se nahaja vzdolž tako imenovane "Paseo Nuevo" je bil odprt za javnost leta 1872, deset let pred tem pa sobili tukaj javni vodnjaki. Leta 1943 so mesto, kjer je stal paviljon, spremenili v Feria de Muestras, stavba še stoji in je ena od značilnosti vrtov.
- Vrt los Cañuelos je majhen vrt, ki se nahaja nasproti šole misijonarjev, nekdanjega samostana San Gabriel.
- Vrtovi los Huertos so poimenovani po samostanskem sadovnjaku. Po odstranitvi samostana leta 1836, je mesto zahtevalo lastništvo zemljišča. Leta 1901 so začeli s sajenjem dreves in oblikovanja vrtov, ki so postopoma do danes obnovljeni.

## Gospodarstvo
Gospodarstvo Segovie se vrti okoli metalurgije, kmetijstva, pohištva, gradbeništva in še posebej turizma. Samo mesto gosti tisoče dnevnih obiskovalcev iz Madrida.

## Izobraževanje
Mesto Segovia je sedež velikega števila osnovnih in srednjih šol, od katerih je najstarejša (IES Mariano Quintanilla, ustanovljena leta 1845), in je uradno razglašena za "kulturni spomenik". Visok delež študentske populacije obiskuje državne šole, medtem ko je zasebno šolstvo v Segovii je predvsem religiozne narave.
Segovia ima IE University, poslovno usmerjen dodiplomski univerzitetni študij, ki temelji na uspešnem programu MBA Instituto Empresa. Prav tako je prisoten Segovia kampus Univerze v Valladolidu, ki ponuja računalniški inženiring, pravo, novinarstvo, oglaševanje in poučevanje.

## Kultura
V Segovii je več kot deset muzejev, vsako leto od 2006 poteka v mestu festival evropskega filma, prav tako gostijo več festivalov in praznovanj:
- 10. avgusta praznik sv. Lovrenca
- sejmi in festivali San Juan in San Pedro (konec junija). Ti prazniki so najbolj znani prazniki mestu in potekajo že od 15. stoletja
- San Frutos (25. oktober) - praznik zavetnika Segovie - vrstijo se koncerti, pojedine, razstave; na zadnjo noč praznika se prebivalci zbirajo pred podobo svetnika, ki je pred vrati katedrale, da ga vidijo obračati stran knjige, ki jo ima v roki.
- Virgin od Fuencisla (25. september) - zavetnica Segovie. Največje praznovanje poteka med zadnjo nedeljo v mesecu in traja devet dni.

## Znani ljudje
- Don Abraham Senior Coronel, (1412 - 1493), rabin, bankir, španski Jud[4]
- Juan Bravo, (1483 - 1521), vodja upornikov Comuneros v Kastiliji
- Pedro Delgado, kolesar
- Nicomedes García
- Andrés Laguna, (1499-1559) je bila španska humanist zdravnik, farmakolog in botanik
- Cándido Lopez (Mesonero Mayor de Castilla)
- Aniceto Marinas
- Manuel Pérez Brunicardi, smučarski tekač
- Cayetano Redondo Aceña, politik, novinar
- Florentino Trapero
- Benjamín Yeo la Tercera

## Pobratena mesta
- Edinburgh, Velika Britanija, od 1985.
- Tours, Francija, od 1972
- Gangdong-gu, Seul, Južna Koreja